# Ken Andrews
Kenneth Andrew Doty, meglio noto come Ken Andrews (Seattle, 18 giugno 1967), è un cantautore, musicista e produttore discografico statunitense, noto per il suo lavoro di missaggio su un vasto numero di album rock e la sua militanza nel gruppo space rock Failure.

## Biografia
Ken Andrews inizia la sua carriera nella musica negli anni 1990, formando con Greg Edwards i Failure. Nella band Andrews affina le sue abilità di produttore, cominciando negli anni seguenti a produrre anche gli album di altre band, come Magnified e Blinker the Star. In questo periodo forma un altro gruppo, i Replicants, con cui pubblicherà solo un album. Nel 1997 i Failure si sciolgono dopo aver pubblicato, nel 1996, il loro terzo album in studio, Fantastic Planet. Sino al 2000, Andrews si dedica totalmente al suo lavoro come produttore, lavorando con artisti come Ednaswap, Skycycle e ancora Blinker the Star. Nel 2000 Andrews pubblica, attraverso il suo nuovo progetto solista chiamato ON, Shifting Skin. Negli anni seguenti continua a lavorare come produttore con Creeper Lagoon, Sense Field, Tenacious D, Air, e molti altri. Nel 2007 pubblica il primo album in studio sotto il suo vero nome, intitolato Secrets of the Lost Satellite, seguito da un EP di remix e un album dal vivo.

## Discografia

### Da solista
Album in studio
- 2007 – Secrets of the Lost Satellite

Album dal vivo
- 2007 – Live: Secrets of the Lost Satellite Tour Spring 2007

EP
- 2020 – What's Coming

Singoli
- 2007 – Up or Down
- 2007 – Secret Things

### Con i Failure
- 1992 – Comfort
- 1994 – Magnified
- 1996 – Fantastic Planet
- 2015 – The Heart Is a Monster
- 2018 – In the Future Your Body Will Be the Furthest Thing from Your Mind
- 2021 – Wild Type Droid

### Con i Replicants
- 1995 – Replicants

### Con gli ON
- 2000 – Shifting Skin
- 2002 – Make Believe

### Con gli Year of the Rabbit
- 2003 – Hunted EP (EP)
- 2003 – Year of the Rabbit

### Con i Digital Noise Academy
- 2013 – Synemy